# Линдси, Джон, 6-й граф Кроуфорд
Джон Линдси (англ. John Lindsay; погиб 9 сентября 1513 года при Флоддене, Нортумберленд, Королевство Англия) — шотландский аристократ, 6-й граф Кроуфорд и 14-й барон Кроуфорд с 1495 года.

## Биография
Джон Линдси принадлежал к знатному англо-шотландскому роду, известному с XI века и владевшему баронией Кроуфорд на юге Ланаркшира. Он родился в 1440 году и стал вторым сыном в семье Дэвида Линдси, 5-го графа Кроуфорда и 1-го герцога Монтроза, и его жены Элизабет Гамильтон. Известно, что в 1489 году между Джоном и его старшим братом Александром, мастером Кроуфордом, произошла ссора; братья сошлись в поединке, и младший смертельно ранил старшего, став таким образом наследником отца.
После смерти герцога Монтроза в 1495 году Джон получил семейные владения и стал 6-м графом Кроуфордом. Он погиб в битве с англичанами при Флоддене 9 сентября 1513 года.
Граф был женат на Мариоте Хоум, дочери Александра Хоума, 2-го лорда Хоума, и Николь Кер. Этот брак остался бездетным, так что наследником Джона стал его дядя Александр Линдси.